# Heliantheae
A tribo Heliantheae é uma das maiores da família Asteraceae, a família das margaridas, e engloba várias subtribos. Inclui os gêneros Helianthus, o qual lhe deu o nome, e Smallanthus, os quais, por sua vez, incluem o girassol (Helianthus annuus) e o yacón (Smallanthus sonchifolius), respectivamente. Heliantheae ainda inclui os gêneros Ambrosia, Bidens, Calea, Dahlia, Dimerostemma, Spilanthes, Tithonia e Wedelia, dentre vários outros.